# 礦坑大叔

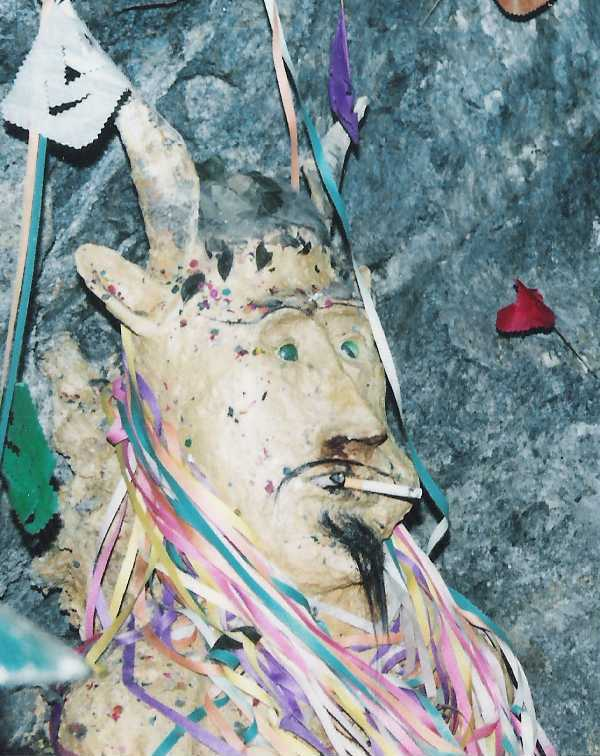
波托西的一尊「礦坑大叔」的雕像，攝於1993年

礦坑大叔（西班牙語：El Tío，tío在西班牙語中意為「伯父、叔父」）是玻利維亞波托西富饒山（Cerro Rico）一帶流傳的一種信仰，當地人認為這個「礦坑大叔」是地底世界的主子，是個類似魔鬼的存在。在波托西富饒山一帶的礦坑中有許多「礦坑大叔」的雕像。根據其信仰，「礦坑大叔」是礦坑的統治者，他會同時帶來保護和毀滅。而一些「礦坑大叔」的形象以山羊的形象呈現。
礦工會拿香煙、古柯葉和酒精飲品等東西獻給「礦坑大叔」，並相信假若沒拿東西餵給「礦坑大叔」的話，他就會「自行解決」。而波托西的村民也會舉行儀式，殺死大羊駝並將其血塗抹在礦坑的入口處，以期平息「礦坑大叔」嗜血的欲望。
波托西富饒山地區的礦工是羅馬天主教徒，他們同時信仰耶穌基督和「礦坑大叔」，「礦坑大叔」的傳說，與海地伏都教的力高爸（海地伏都教裡羅瓦的其中一位）的傳說，及一些新奧爾良地區的傳說等一些屬於伏都教與民俗天主教的傳說之間，有相似之處。

## 參照
1. 1 2 3  . Independent Lens.   [2013-04-12]. （原始内容存档于11 April 2014）.
2. ↑  . The UCLA, Department of Earth and Space Sciences Tours.   [2013-04-12]. （原始内容存档于11 April 2014）.

## 外部連結
- El Tío （页面存档备份，存于）, Citizendium
- Photoes of El Tio, Potosí mine, Bolivia （页面存档备份，存于）, Flickr
- La La La in YouTube （页面存档备份，存于）, The song